# Grudna (Miedzichowo)
Grudna (deutsch: Hirschfelde) ist ein Dorf in der Gemeinde Miedzichowo, im Powiat Nowotomyski, in der Woiwodschaft Großpolen. Der Ort liegt ca. 13 Kilometer nördlich von Nowy Tomyśl und 58 Kilometer westlich von Posen. 

## Geschichte
Grudna wurde im Jahre 1415 als Grodnya das erste Mal schriftlich erwähnt. Damals gehörte das Landgut der Familie Ostroróg, später seit 1633, nach dem kinderlosen Tod von Jerzy Ostroróg, der Familie Opaliński. Im Jahre 1905 hatte Grudna 56 Wohngebäude und 405 Einwohner. 114 gaben deutsch als Muttersprache an und 291 polnisch.

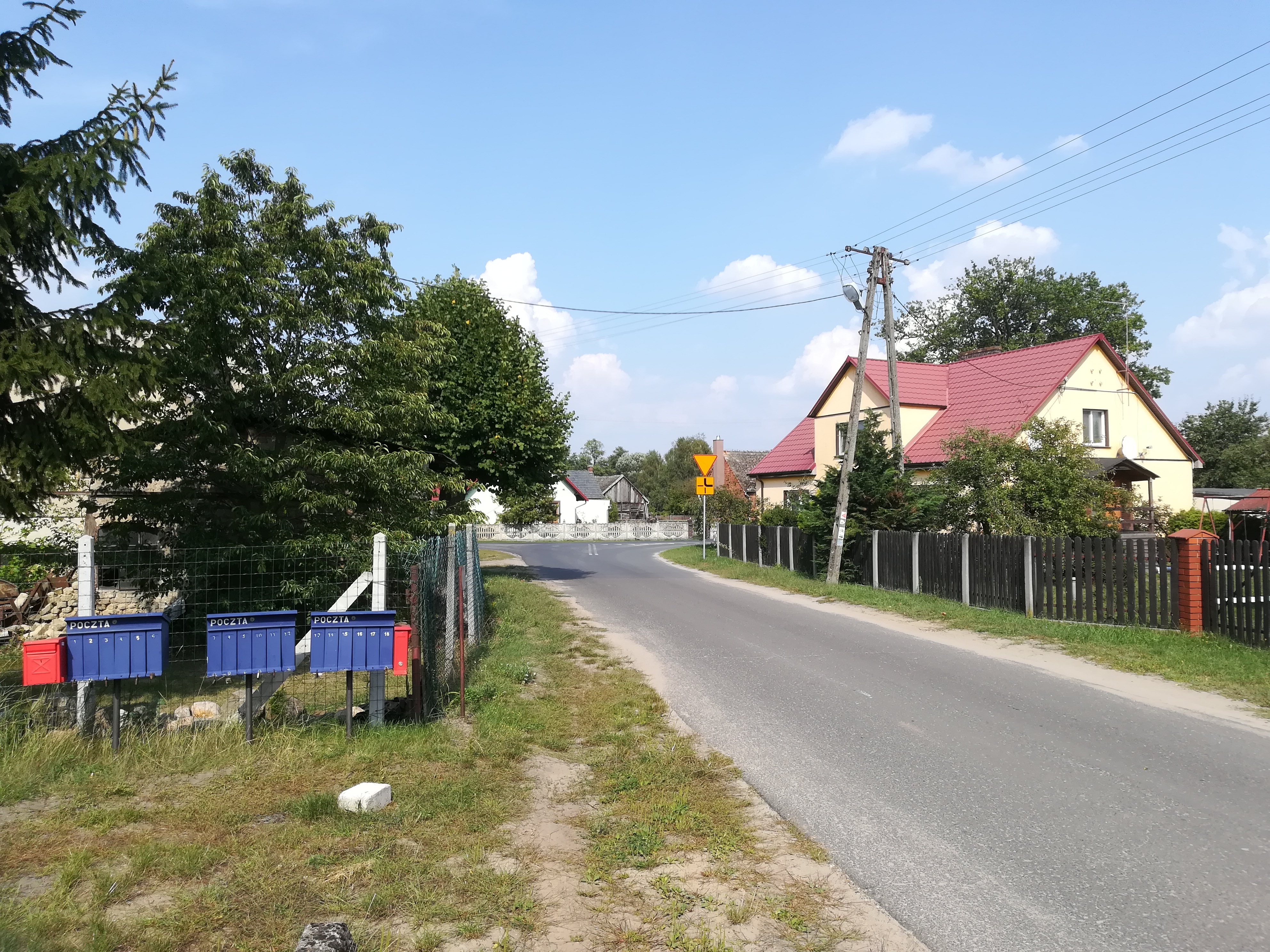
Grudna